# Ozero Beloye (saltsjö i Kazakstan, Nordkazakstan)
Ozero Beloye är en saltsjö i Kazakstan.   Den ligger i oblystet Nordkazakstan, i den norra delen av landet, 280 km nordväst om huvudstaden Astana. Arean är 16,2 kvadratkilometer.